# La Spirale infernale

La Spirale infernale (The Party Never Stops: Diary of a Binge Drinker) est un téléfilm canado-américain réalisé par David Wu et diffusé le 26 mars 2007 sur Lifetime.

## Fiche technique
- Réalisation : David Wu
- Scénario : Matt Dorff
- Société de production : Jaffe/Braunstein Films, Muse Entertainment
- Durée : 89 minutes
- Pays :  Canada,  États-Unis

## Distribution
- Sara Paxton : Jessie Brenner[2]
- Chelsea Hobbs : Shanna[2]
- James Kirk : Colin
- Nancy Travis : April Brenner[2]
- Alexia Fast : Sadie Brenner
- Brent C.S. O'Connor : Perry
- Jared Keeso (en) : Keith
- Grace Sherman : Liz
- Asia Lim : Michele
- Tasha Simms : Frankie
- Colby Wilson : J.D.
- Brenda M. Crichlow : Vonda Moss
- Jeremy Guilbaut (en) : Étudiant diplômé
- Laura Soltis : Ruth Martin
- Michael Ian Farrell : Ed Martin
- Jeffrey Stephen : Barman
- Eric B. Carbery : Gardien du pont
- Tom Bulmer : Professeur
- Gemma Levinson : Fille dans une fraternité
- Amanda Lisman : Rencard d'un garçon dans une fraternité
- Mark Quinlan : Frère Phi Sig
- Robert William Smith : Entraîneur de relais
- Jamaine Campbell : Animateur radio
- Jameson Parker : Barrett
- Brian Mah : Gars avec la gelée
- Monica Mustelier : Femme espagnole
- Hugo Ateo : Homme espagnol
- Jason Kendell : Père qui encourage
- Robert Obara : Étudiant